# Ribozyviria
Ribozyviria (лат.) — реалм РНК-содержащих вирусов, выделенный в 2020 году и по состоянию на 2020 год содержащий единственное семейство Kolmioviridae. Представители Ribozyviria — вирусы-сателлиты, которые могут размножаться в заражённых клетках только в присутствии вируса-хозяина. Вирусы реалма Ribozyviria заражают только клетки животных, а наиболее изученным представителем реалма является патоген человека вирус гепатита дельта, который является сателлитом вируса гепатита B.

## Описание
Представители реалма Ribozyviria, из которых по состоянию на 2022 год подробно изучен только вирус гепатита дельта, инфицируют только клетки животных. В геномах этих вирусов закодирован единственный белок, который подвергается посттрансляционным модификациям с образованием двух функционально различных форм белка, которые задействованы в размножении вируса и формируют нуклеокапсид внутри вирионов. По остальным свойствам вирусы из реалма Ribozyviria очень близки к вироидам и сателлитным РНК. Как и представители двух вышеупомянутых групп, вирусы из Ribozyviria реплицируются по механизму катящегося кольца, причём реакцию присоединения новых нуклеотидов катализирует ДНК-зависимая РНК-полимераза клетки-хозяина. Разрезание промежуточной длинной молекулы РНК на отдельные вирусные геномы осуществляет специальный рибозим, входящий в состав вируса. Представители Ribozyviria используют рибозимы нескольких типов, причём один из них уникален для вирусов реалма Ribozyviria.
Поскольку члены Ribozyviria устроены гораздо сложнее, чем вироиды и другие вироидоподобные агенты, и имеют единственный структурный ген, предполагается, что Ribozyviria произошли от вироидов. Однако вироиды являются патогенами растений, поэтому возникновению Ribozyviria, вероятно, предшествовал горизонтальный перенос этих агентов от растений к животным. Предполагается, что в ходе эволюции члены Ribozyviria приобрели белок-кодирующий ген в ходе рекомбинации с генетическим материалом животной клетки.

## Классификация
По состоянию на 2020 год реалм Ribozyviria содержит единственное семейство, Kolmioviridae, содержащее восемь родов. Таксоны промежуточного ранга между семейством и родом не выделены. Названия всех родов, входящих в состав Kolmioviridae, в своем названии содержат название буквы D на разных языках. Название самого семейства происходит от сунд. kolmio — треугольник, поскольку буква Δ греческого алфавита, соответствующая латинской D, имеет треугольное начертание.
Ниже приведена таксономия реалма Ribozyviria по состоянию на 2020 год:
- Реалм: Ribozyviria
  - Семейство: Kolmioviridae
    - Род: Daazvirus[англ.]
      - Вид: Daazvirus cynopis [также известен как CFBNV-1 (от англ. Chinese fire belly newt virus 1, а также amHDV] (хозяин: карликовый тритон (Cynops orientalis))[5]

    - Род: Dagazvirus[англ.]
      - Вид: Dagazvirus schedorhinotermitis [также известен как RTV-1 (от англ. rhinotermitid virus 1, а также rHDV] (хозяин: Schedorhinotermes intermedius[англ.])[5]

    - Род: Daletvirus[англ.]
      - Вид: Daletvirus boae [также известен как SwSCV-1 (от англ. Swiss snake colony virus 1), ранее sHDV] (хозяева: обыкновенный удав (Boa constrictor), Liasis mackloti savuensis[англ.])[6]

    - Род: Dalvirus[англ.]
      - Вид: Dalvirus anatis [также известен как DabDV-1 (от англ. dabbling duck virus 1), ранее avHDV] (хозяева: серый чирок (Anas gracilis), каштановый чирок (Anas castanea), серая кряква (Anas superciliosa))[7]

    - Род: Deevirus[англ.]
      - Вид: Deevirus actinopterygii [также известен как RFFV-1 (от англ. ray-finned fish virus 1), ранее fHDV] (хозяин: различные лучепёрые рыбы)[5]

    - Род: Deltavirus[2]
      - Вид: Deltavirus cameroonense [вирус гепатита дельта человека 7 (HDV-7)] (хозяин: Homo sapiens)
      - Вид: Deltavirus carense [вирус гепатита дельта человека 6 (HDV-6)] (хозяин: H. sapiens)
      - Вид: Deltavirus italiense [вирус гепатита дельта человека 1 (HDV-1)] (хозяин: H. sapiens)
      - Вид: Deltavirus japanense [вирус гепатита дельта человека 2 (HDV-2)] (хозяин: H. sapiens)
      - Вид: Deltavirus peruense [вирус гепатита дельта человека 3 (HDV-3)] (хозяин: H. sapiens)
      - Вид: Deltavirus senegalense [вирус гепатита дельта человека 8 (HDV-8)] (хозяин: H. sapiens)
      - Вид: Deltavirus taiwanense [вирус гепатита дельта человека 4 (HDV-4)] (хозяин: H. sapiens)
      - Вид: Deltavirus togense [вирус гепатита дельта человека 5 (HDV-5)] (хозяин: H. sapiens)

    - Род: Dobrovirus[англ.]
      - Вид: Dobrovirus bufonis [также известен как CITV-1 (от англ. Chusan Island toad virus 1), ранее tfHDV] (хозяин: дальневосточная жаба (Bufo gargarizans))[5]

    - Род: Thurisazvirus[англ.]
      - Вид: Thurisazvirus myis [также известен как TSRV-1 (от англ. Tome's spiny-rat virus 1), ранее RDev] (хозяин: мягкоиглая щетинистая крыса (Proechimys semispinosus))[8]

## История изучения
Первый известный представитель реалма Ribozyviria, вирус гепатита дельта (вид Hepatitis delta virus, род Deltavirus), был открыт в 1993 году. С тех пор несколько членов Ribozyviria, заражающих клетки разных видов животных, были описаны с помощью метагеномики. До 2018 года таксономическое положение рода Deltavirus оставалось неопределённым, пока Международный комитет по таксономии вирусов (ICTV) не отнёс его ошибочно в новообразованный реалм Riboviria. В 2019 году ошибка была исправлена, и таксономическое положение Deltavirus вновь стало неопределённым. В 2020 году вид Hepatitis delta virus расформирован, вместо него было выделено восемь новых видов, отнесённых к реалму Ribozyviria.